# Seznam rimskokatoliških samostanov v Sloveniji
Seznam rimskokatoliških samostanov v Sloveniji vsebuje delujoče in ukinjene samostane. Slednji so v tabelah obarvani s sivo barvo. Razvrščeni so po abecedi, najprej delujoči, potem ukinjeni.

## Moški samostani

### Avguštinci
| #  | Slika | Samostan                           | Delovanje |
| -- | ----- | ---------------------------------- | --------- |
| 1. |       | Ajdovščina                         |           |
| 2. |       | Ljubljana                          | 1647–1784 |
| 3. |       | Sveta Trojica v Slovenskih goricah | ?–1811    |

### Benediktinci
Ostojić (1965, 81) piše, da v koprski škofiji nikoli ni bila samostojna niti ena benediktinska postojanka, saj naj bi bile vse priorati italijanskih opatij.
| #   | Slika | Samostan                                            | Delovanje                                          |
| --- | ----- | --------------------------------------------------- | -------------------------------------------------- |
| 1.  |       | Limbuš                                              |                                                    |
| 2.  |       | Ankaran (po nekaterih virih kamaldolenski samostan) | 1070–?                                             |
| 3.  |       | Gornji Grad                                         | 1140–1473                                          |
| 4.  |       | Izola                                               | 15. stol.–?                                        |
| 5.  |       | Koper                                               | 12.–14. stol.                                      |
| 6.  |       | Krog (Sečovlje)                                     | 1841–1947                                          |
| 7.  |       | Sermin (Koper)                                      | 1135–?                                             |
| 8.  |       | Sv. Benedikt v Slovenskih goricah (Benedikt)        |                                                    |
| 9.  |       | Sv. Bas (Strunjan)                                  | okoli 1271–? (benediktinke, za njimi benediktinci) |
| 10. |       | Sv. Lovrenc (Portorož)                              | ?–1300                                             |
| 11. |       | Šmarje (Šmarje pri Kopru)                           | 1152–?                                             |
| 12. |       | Šentpeter na Krasu (Pivka)                          | 1102–1770                                          |

### Cistercijani
| #  | Slika | Samostan             | Delovanje        |
| -- | ----- | -------------------- | ---------------- |
| 1. |       | Stična               | 1132–1784, 1898– |
| 2. |       | Kostanjevica na Krki | 1234–1786        |
| 3. |       | Straža               | 1249–1786        |

### Dominikanci
| #  | Slika | Samostan     | Delovanje             |
| -- | ----- | ------------ | --------------------- |
| 1. |       | Petrovče     | 1975–                 |
| 2. |       | Žalec        | 1965–2023             |
| 3. |       | Koper        | med 1220 in 1224–1806 |
| 4. |       | Novi Klošter | 1451–1787             |
| 5. |       | Ptuj         | 1230–1786             |

### Frančiškani
| #   | Slika | Samostan                                     | Delovanje           |
| --- | ----- | -------------------------------------------- | ------------------- |
| 1.  |       | Brezje                                       | 1898–               |
| 2.  |       | Kamnik                                       | 1493–1683, 1727–    |
| 3.  |       | Koper                                        | 1264–               |
| 4.  |       | Kostanjevica pri Novi Gorici (Nova Gorica)   | 1811–               |
| 5.  |       | Ljubljana - Bežigrad                         |                     |
| 6.  |       | Ljubljana - Center                           | 1784–               |
| 7.  |       | Ljubljana - Šiška                            |                     |
| 8.  |       | Ljubljana - Vič                              | 1908–               |
| 9.  |       | Maribor                                      | 1951–               |
| 10. |       | Mošnje                                       |                     |
| 11. |       | Nazarje                                      | 1632–               |
| 12. |       | Novo mesto                                   | 1469–               |
| 13. |       | Nova Štifta                                  | 1914–               |
| 14. |       | Sveta Gora                                   | 1565–? 1900–? 1924– |
| 15. |       | Sveta Trojica v Slovenskih goricah           | 1854–               |
| 16. |       | Brežice                                      | 1659–1941           |
| 17. |       | Dobova                                       | 1958–2007           |
| 18. |       | Kronska Gora (Otiški Vrh)                    | 1925–?              |
| 19. |       | Koper (sv. Gregorij; »glagoljaški« samostan) | 1473–1806           |
| 20. |       | Ljubljana (Vodnikov trg)                     | 1233–?              |
| 21. |       | Portorož                                     | 1452–1806           |
| 22. |       | Rocen (Tacen)                                | 1930–?              |
| 23. |       | Strunjan                                     | 1907–2014           |

### Karmeličani
| #  | Slika | Samostan                                   | Delovanje |
| -- | ----- | ------------------------------------------ | --------- |
| 1. |       | Kostanjevica pri Novi Gorici (Nova Gorica) | ?–1810    |

### Jezuiti
| #  | Slika | Samostan                | Delovanje |
| -- | ----- | ----------------------- | --------- |
| 1. |       | Ljubljana - Dravlje     |           |
| 2. |       | Ljubljana - Sv. Jakob   |           |
| 3. |       | Ljubljana - Sv. Jožef   |           |
| 4. |       | Maribor - Srce Jezusovo |           |
| 5. |       | Maribor - Sv. Magdalena |           |
| 6. |       | Radlje ob Dravi         |           |
| 7. |       | Jurklošter              | 1595–?    |
| 8. |       | Maribor (Glavni trg)    |           |
| 9. |       | Pleterje                | 1595–?    |

### Kapucini
| #   | Slika | Samostan                     | Delovanje                   |
| --- | ----- | ---------------------------- | --------------------------- |
| 1.  |       | Celje                        | 1615–1941, 1945–1947, 1958– |
| 2.  |       | Kančevci                     | 1988–                       |
| 3.  |       | Krško                        | 1640–2007, 2009–            |
| 4.  |       | Ljubljana (Štepanja vas)     | 1941–1948, 1963–            |
| 5.  |       | Maribor (Studenci)           | 1920–                       |
| 6.  |       | Ptuj                         | 1924–                       |
| 7.  |       | Vipavski Križ                | 1637–                       |
| 8.  |       | Škofja Loka                  | 1707–                       |
| 9.  |       | Črneče pri Dravogradu        | 1965–1974                   |
| 10. |       | Kranj                        | 1640–?                      |
| 11. |       | Kromberk                     | ?–1993                      |
| 12. |       | Ljubljana (Kongresni trg)    | 1606–1809                   |
| 13. |       | Maribor (današnja bazilika)  | 1613–1784                   |
| 14. |       | Martijanci                   | 1988–1993                   |
| 15. |       | Novo mesto                   | 1658–?                      |
| 16. |       | Ptuj                         | 1623–1786                   |
| 17. |       | Sele pri Slovenj Gradcu      | 1967–1981                   |
| 18. |       | Start trg pri Slovenj Gradcu | 1967–1975                   |

### Kartuzijani
| #  | Slika | Samostan   | Delovanje                     |
| -- | ----- | ---------- | ----------------------------- |
| 1. |       | Pleterje   | 1403–1595, 1899–              |
| 2. |       | Bistra     | 1255–1782                     |
| 3. |       | Jurklošter | 1173 ali 1174–1200, 1208–1595 |
| 4. |       | Žiče       | 1160–1782                     |

### Klaretinci
| #  | Slika | Samostan | Delovanje |
| -- | ----- | -------- | --------- |
| 1. |       | Kamnica  |           |

### Križniki
| #  | Slika | Samostan  | Delovanje |
| -- | ----- | --------- | --------- |
| 1. |       | Ljubljana |           |

### Lazaristi
| #  | Slika | Samostan          | Delovanje |
| -- | ----- | ----------------- | --------- |
| 1. |       | Celje             |           |
| 2. |       | Dobova            |           |
| 3. |       | Ljubljana         |           |
| 4. |       | Miren             |           |
| 5. |       | Šentjakob ob Savi |           |

### Minoriti
| #   | Slika | Samostan                        | Delovanje |
| --- | ----- | ------------------------------- | --------- |
| 1.  |       | Dornava                         |           |
| 2.  |       | Ljubljana                       | 2011–     |
| 3.  |       | Olimje                          | 1999–     |
| 4.  |       | Piran                           | 1301–     |
| 5.  |       | Ptuj (sv. Peter in Pavel)       | 1239–     |
| 6.  |       | Ptuj (sv. Viktorin)             |           |
| 7.  |       | Ptujska Gora                    |           |
| 8.  |       | Sveta Trojica v Halozah (Gorca) |           |
| 9.  |       | Videm pri Ptuju                 |           |
| 10. |       | Turnišče                        |           |
| 11. |       | Celje                           |           |
| 12. |       | Izola                           | 1582–1787 |
| 13. |       | Koper                           | 1260–1806 |
| 14. |       | Maribor                         | ?–1784    |
| 15. |       | Slovenska Bistrica              |           |
| 16. |       | Sostro                          | ?–2011    |

### Pavlinci
| #  | Slika | Samostan | Delovanje |
| -- | ----- | -------- | --------- |
| 1. |       | Olimje   | 1665–1782 |

### Redemptoristi
| #  | Slika | Samostan                    | Delovanje |
| -- | ----- | --------------------------- | --------- |
| 1. |       | Maribor (današnja bazilika) |           |

### Salezijanci
| #   | Slika | Samostan              | Delovanje |
| --- | ----- | --------------------- | --------- |
| 1.  |       | Celje                 |           |
| 2.  |       | Cerknica              |           |
| 3.  |       | Ljubljana - Kodeljevo |           |
| 4.  |       | Ljubljana - Rakovnik  |           |
| 5.  |       | Maribor               |           |
| 6.  |       | Radenci               |           |
| 7.  |       | Sevnica               |           |
| 8.  |       | Trstenik              |           |
| 9.  |       | Veržej                |           |
| 10. |       | Želimlje              |           |

### Serviti
| #  | Slika | Samostan | Delovanje      |
| -- | ----- | -------- | -------------- |
| 1. |       | Izola    | 1473–1782      |
| 2. |       | Koper    | 14. stol.–1782 |

### Trapisti
| #  | Slika | Samostan                | Delovanje            |
| -- | ----- | ----------------------- | -------------------- |
| 1. |       | Rajhenburg (Brestanica) | 1884–1941, 1945–1947 |

## Ženski samostani

### Avguštinke
| #  | Slika | Samostan | Delovanje        |
| -- | ----- | -------- | ---------------- |
| 1. |       | Koper    | 15.–19. stoletje |

### Benediktinke
| #  | Slika | Samostan | Delovanje           |
| -- | ----- | -------- | ------------------- |
| 1. |       | Izola    | 1389 (omenjen)–1473 |
| 2. |       | Koper    | ?–1301              |

### Celestinke
| #  | Slika | Samostan | Delovanje |
| -- | ----- | -------- | --------- |
| 1. |       | Maribor  |           |

### Dominikanke
| #  | Slika | Samostan                    | Delovanje |
| -- | ----- | --------------------------- | --------- |
| 1. |       | Petrovče                    | 1967–     |
| 2. |       | Marenberg (Radlje ob Dravi) | 1251–1782 |
| 3. |       | Piran                       | 1998–?    |
| 4. |       | Studenice                   | 1245–1782 |
| 5. |       | Velesovo (Adergas)          | 1238–1782 |
| 6. |       | Žalec                       | 1967–?    |

### Družba hčera usmiljenja Tretjega reda sv. Frančiška
| #  | Slika | Samostan | Delovanje |
| -- | ----- | -------- | --------- |
| 1. |       | Brežice  |           |

### Družina Kristusa Odrešenika
| #  | Slika | Samostan                     | Delovanje |
| -- | ----- | ---------------------------- | --------- |
| 1. |       | Bogojina                     |           |
| 2. |       | Ljubljana (Brajnikova ulica) |           |
| 3. |       | Ljubljana (Šmartinska cesta) |           |
| 4. |       | Logarska Dolina              |           |
| 5. |       | Postojna                     |           |

### Frančiškanke brezmadežnega spočetja
| #  | Slika | Samostan           | Delovanje |
| -- | ----- | ------------------ | --------- |
| 1. |       | Krško              |           |
| 2. |       | Ljubljana          |           |
| 3. |       | Slovenska Bistrica |           |
| 4. |       | Veržej             |           |

### Frančiškanke Marijine misijonarke
| #  | Slika | Samostan  | Delovanje |
| -- | ----- | --------- | --------- |
| 1. |       | Celje     |           |
| 2. |       | Ljubljana |           |

### Hčere krščanske ljubezni (usmiljenke)
| #  | Slika | Samostan           | Delovanje |
| -- | ----- | ------------------ | --------- |
| 1. |       | Breznica           |           |
| 2. |       | Celje              |           |
| 3. |       | Cerklje ob Krki    |           |
| 4. |       | Kočevje            |           |
| 5. |       | Ljubljana - Črnuče |           |
| 6. |       | Ljubljana - Tabor  |           |
| 7. |       | Mengeš             |           |
| 8. |       | Miren              |           |
| 9. |       | Naklo              | 1865–1973 |

### Hčere Marije Pomočnice (salezijanke)
| #  | Slika | Samostan               | Delovanje |
| -- | ----- | ---------------------- | --------- |
| 1. |       | Marijin dom, Bled      | 1967–     |
| 2. |       | Ljubljana (Gornji trg) |           |
| 3. |       | Ljubljana - Rakovnik   |           |
| 4. |       | Murska Sobota          |           |
| 5. |       | Novo mesto             |           |
| 6. |       | Radlje ob Dravi        |           |

### Karmeličanke
| #  | Slika | Samostan           | Delovanje |
| -- | ----- | ------------------ | --------- |
| 1. |       | Mirna Peč          | 1997–     |
| 2. |       | Sora               | 1986–     |
| 3. |       | Mengeš             | 1967–1986 |
| 4. |       | Selo pri Ljubljani | 1889–1948 |

### Klarise
| #  | Slika | Samostan            | Delovanje |
| -- | ----- | ------------------- | --------- |
| 1. |       | Dolnice (Ljubljana) | 2000–     |
| 2. |       | Nazarje             | 1978–     |
| 3. |       | Turnišče            | 2012–     |
| 4. |       | Celje               | 1300–1335 |
| 5. |       | Koper               | 1301–1806 |
| 6. |       | Ljubljana           | 1657–1782 |
| 7. |       | Mekinje             | 1300–1782 |
| 8. |       | Škofja Loka         | 1358–1782 |

### Marijine sestre čudodelne svetinje
| #  | Slika | Samostan                    | Delovanje |
| -- | ----- | --------------------------- | --------- |
| 1. |       | Celje                       |           |
| 2. |       | Dobrova                     |           |
| 3. |       | Ljubljana (Hrenova ulica)   |           |
| 4. |       | Ljubljana (Mekinčeva ulica) |           |
| 5. |       | Ljubljana (Poljanska cesta) |           |
| 6. |       | Maribor                     |           |

### Misijonarke ljubezni
| #  | Slika | Samostan  | Delovanje |
| -- | ----- | --------- | --------- |
| 1. |       | Ljubljana |           |

### Sestre Corpus Christi
| #  | Slika | Samostan      | Delovanje |
| -- | ----- | ------------- | --------- |
| 1. |       | Čatež ob Savi |           |

### Sestre križniškega reda
| #  | Slika | Samostan | Delovanje |
| -- | ----- | -------- | --------- |
| 1. |       | Celje    |           |
| 2. |       | Metlika  |           |

### Sestre sv. Križa
| #  | Slika | Samostan  | Delovanje |
| -- | ----- | --------- | --------- |
| 1. |       | Mala Loka | 1918–     |
| 2. |       | Beltinci  | 1894–?    |
| 3. |       | Ljubljana | 1896–?    |

### Skupnost Loyola
| #  | Slika | Samostan                       | Delovanje |
| -- | ----- | ------------------------------ | --------- |
| 1. |       | Apnenik                        |           |
| 2. |       | Ljubljana (Ciril-Metodov trg)  |           |
| 3. |       | Ljubljana (Dolničarjeva ulica) |           |
| 4. |       | Ljubljana (Mestni trg)         |           |
| 5. |       | Maribor                        |           |

### Šolske sestre de Notre Dame
| #  | Slika | Samostan                       | Delovanje |
| -- | ----- | ------------------------------ | --------- |
| 1. |       | Ilirska Bistrica               |           |
| 2. |       | Ljubljana (Podutiška cesta)    |           |
| 3. |       | Ljubljana (Šišenska cesta)     |           |
| 4. |       | Novo mesto (Cankarjeva ulica)  |           |
| 5. |       | Novo mesto (Kapiteljska ulica) |           |
| 6. |       | Šentjerej                      |           |

### Šolske sestre sv. Frančiška Kristusa Kralja
| #  | Slika | Samostan                        | Delovanje |
| -- | ----- | ------------------------------- | --------- |
| 1. |       | Ajdovščina                      |           |
| 2. |       | Brezje                          |           |
| 3. |       | Kranj                           |           |
| 4. |       | Ljubljana                       |           |
| 5. |       | Maribor (Poljančeva ulica)      |           |
| 6. |       | Maribor (Strossmayerjeva ulica) |           |
| 7. |       | Repnje                          |           |
| 8. |       | Trebnje                         |           |
| 9. |       | Slovenska Bistrica              |           |

### Uršulinke
| #  | Slika | Samostan            | Delovanje            |
| -- | ----- | ------------------- | -------------------- |
| 1. |       | Izola               | 1967–                |
| 2. |       | Ljubljana           | 1702–                |
| 3. |       | Maribor             |                      |
| 4. |       | Škofja Loka         | 1782–1941, 1945–1954 |
| 5. |       | Ajmanov grad        | 1961–                |
| 6. |       | Idrija              | 1909–1916            |
| 7. |       | Koper               | 1955–1962            |
| 8. |       | Mekinje             | 1903–1941, 1945–2016 |
| 9. |       | Moste pri Ljubljani | 1957–1967            |